# Wolfgang Reisener
Wolfgang Reisener (13 de outubro de 1918 - 15 de outubro de 1989) foi um comandante de U-Boot que serviu na Kriegsmarine durante a Segunda Guerra Mundial.